# Boulages
Boulages est une commune française, située dans le département de l'Aube en région Grand Est.

## Géographie
| Saint-Saturnin Marne | Courcemain Marne     |                 |
| Vouarces Marne       | Boulages             | Plancy-l'Abbaye |
| Étrelles-sur-Aube    | Longueville-sur-Aube |                 |

Il y a comme écarts : la Ferté (une motte), les Fourneaux, Hacqueville, la Masure, le Mesnilot, Saint-Roch dans un cadastre du XIXe siècle.

### Hydrographie
La commune est dans la région hydrographique « la Seine de sa source au confluent de l'Oise (exclu) » au sein du bassin Seine-Normandie. Elle est drainée par l'Aube, la Superbe, le ruisseau du Moulin, un bras de la Vaure, un bras de l'Aube, l'Aube et divers autres petits cours d'eau,.
L'Aube, d'une longueur de 249 km, prend sa source dans la commune d'Auberive et se jette  dans la Seine à Marcilly-sur-Seine, après avoir traversé 82 communes.
La Superbe, d'une longueur de 40 km, prend sa source dans la commune de Vassimont-et-Chapelaine et se jette  dans l'Aube sur la commune, après avoir traversé douze communes.

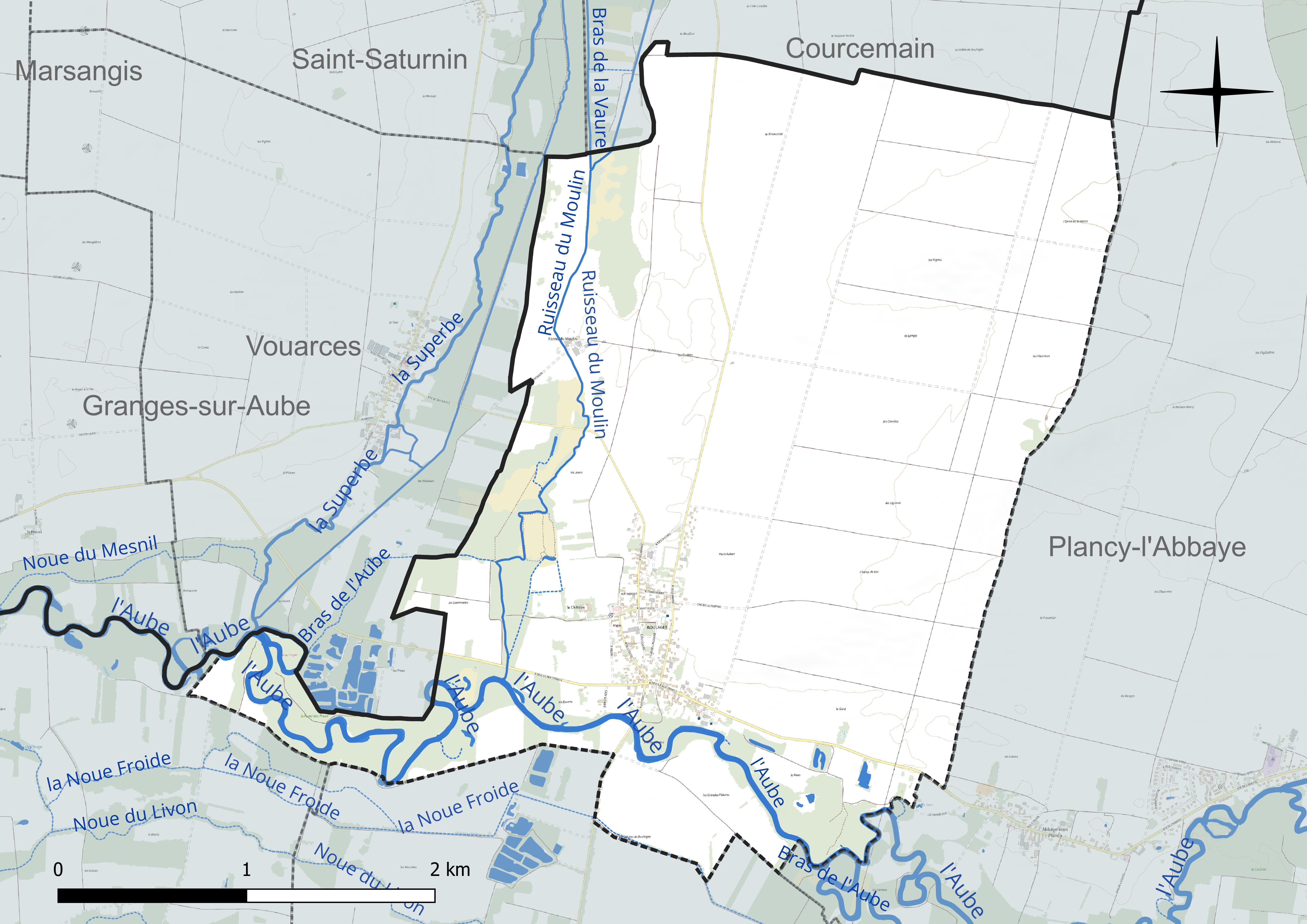
Réseau hydrographique de Boulages.

Le ruisseau du Moulin, d'une longueur de 15 km, prend sa source dans la commune de Salon et se jette  dans l'Aube sur la commune, après avoir traversé quatre communes.

### Climat
Pour des articles plus généraux, voir Climat du Grand Est et Climat de l'Aube.
En 2010, le climat de la commune est de type climat océanique dégradé des plaines du Centre et du Nord, selon une étude du Centre national de la recherche scientifique s'appuyant sur une série de données couvrant la période 1971-2000. En 2020, Météo-France publie une typologie des climats de la France métropolitaine dans laquelle la commune est exposée à un climat océanique altéré et est dans la région climatique Nord-est du bassin Parisien, caractérisée par un ensoleillement médiocre, une pluviométrie moyenne régulièrement répartie au cours de l’année et un hiver froid (3 °C).
Pour la période 1971-2000, la température annuelle moyenne est de 10,5 °C, avec une amplitude thermique annuelle de 16 °C. Le cumul annuel moyen de précipitations est de 688 mm, avec 11,4 jours de précipitations en janvier et 7,5 jours en juillet. Pour la période 1991-2020, la température moyenne annuelle observée sur la station météorologique de Météo-France la plus proche, « Romilly », sur la commune de Romilly-sur-Seine à 15 km à vol d'oiseau, est de 11,2 °C et le cumul annuel moyen de précipitations est de 619,5 mm. 
La température maximale relevée sur cette station est de 42,3 °C, atteinte le 25 juillet 2019 ; la température minimale est de −25,2 °C, atteinte le 6 janvier 1971,,.
Les paramètres climatiques de la commune ont été estimés pour le milieu du siècle (2041-2070) selon différents scénarios d'émission de gaz à effet de serre à partir des nouvelles projections climatiques de référence DRIAS-2020. Ils sont consultables sur un site dédié publié par Météo-France en novembre 2022.

## Urbanisme

### Typologie
Au 1er janvier 2024, Boulages est catégorisée commune rurale à habitat dispersé, selon la nouvelle grille communale de densité à 7 niveaux définie par l'Insee en 2022.
Elle est située hors unité urbaine et hors attraction des villes,.

### Occupation des sols
L'occupation des sols de la commune, telle qu'elle ressort de la base de données européenne d’occupation biophysique des sols Corine Land Cover (CLC), est marquée par l'importance des territoires agricoles (80 % en 2018), une proportion sensiblement équivalente à celle de 1990 (79,7 %). La répartition détaillée en 2018 est la suivante : 
terres arables (70,3 %), forêts (11,6 %), prairies (5,3 %), zones humides intérieures (4,8 %), zones agricoles hétérogènes (4,4 %), zones urbanisées (3,1 %), eaux continentales (0,5 %). L'évolution de l’occupation des sols de la commune et de ses infrastructures peut être observée sur les différentes représentations cartographiques du territoire : la carte de Cassini (XVIIIe siècle), la carte d'état-major (1820-1866) et les cartes ou photos aériennes de l'IGN pour la période actuelle (1950 à aujourd'hui).

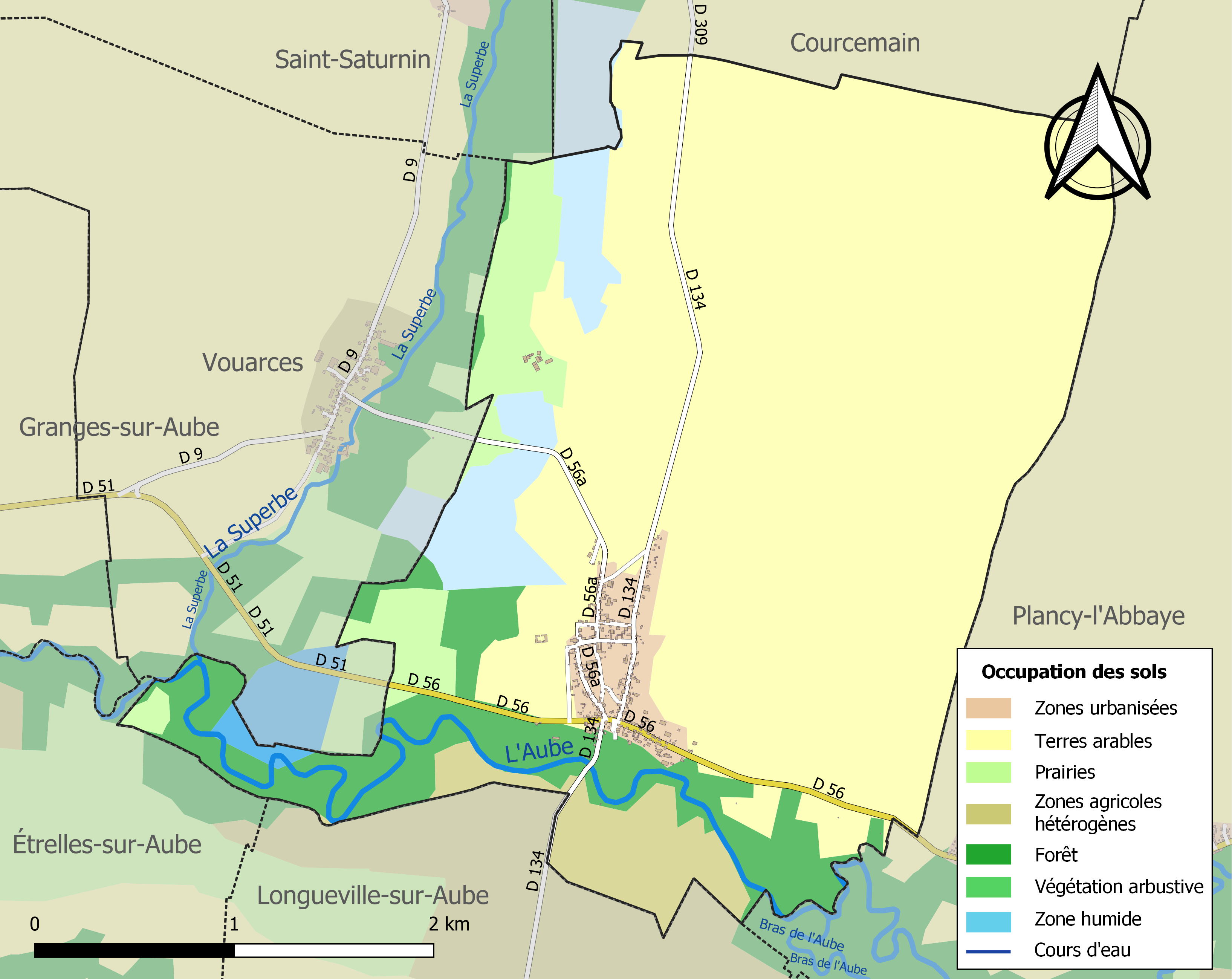
Carte des infrastructures et de l'occupation des sols de la commune en 2018 (CLC).

## Histoire
.... Il y a des traces d'habitation ancienne, Gaulois et gallo-romains  Il y avait une maison seigneuriale et peut-être un château de la Motte et un moulin.
En 1789, le village dépendait de l'intendance et de la généralité de Chalons, de l'élection de Troyes, du bailliage de Sézannes.
Le tout est à retrouver dans : "mémoires de la Société Académique d'Agriculture, des Sciences, Arts et Belles-lettres du département de l'Aube année 1893 livre LVII de la collection, tome XXX troisième série page 160 et qq : "notice historique sur Boulages"

## Politique et administration
| Période                                  | Période  | Identité                                           | Étiquette | Qualité      |
| ---------------------------------------- | -------- | -------------------------------------------------- | --------- | ------------ |
| mars 2001                                | 2014     | Fernand Godot                                      |           |              |
| mars 2014                                | En cours | Mme Fabienne Godot Réélue pour le mandat 2020-2026 |           | Agricultrice |
| Les données manquantes sont à compléter. |          |                                                    |           |              |

## Démographie
L'évolution du nombre d'habitants est connue à travers les recensements de la population effectués dans la commune depuis 1793. Pour les communes de moins de 10 000 habitants, une enquête de recensement portant sur toute la population est réalisée tous les cinq ans, les populations de référence des années intermédiaires étant quant à elles estimées par interpolation ou extrapolation. Pour la commune, le premier recensement exhaustif entrant dans le cadre du nouveau dispositif a été réalisé en 2006.

En 2022, la commune comptait 227 habitants, en évolution de +0,89 % par rapport à 2016 (Aube : +0,7 %, France hors Mayotte : +2,11 %).
| 1793 | 1800 | 1806 | 1821 | 1831 | 1836 | 1841 | 1846 | 1851 |
| ---- | ---- | ---- | ---- | ---- | ---- | ---- | ---- | ---- |
| 399  | 432  | 451  | 477  | 479  | 488  | 488  | 508  | 527  |

| 1856 | 1861 | 1866 | 1872 | 1876 | 1881 | 1886 | 1891 | 1896 |
| ---- | ---- | ---- | ---- | ---- | ---- | ---- | ---- | ---- |
| 509  | 476  | 430  | 422  | 408  | 394  | 394  | 369  | 336  |

| 1901 | 1906 | 1911 | 1921 | 1926 | 1931 | 1936 | 1946 | 1954 |
| ---- | ---- | ---- | ---- | ---- | ---- | ---- | ---- | ---- |
| 324  | 332  | 312  | 295  | 266  | 264  | 267  | 248  | 266  |

| 1962 | 1968 | 1975 | 1982 | 1990 | 1999 | 2006 | 2011 | 2016 |
| ---- | ---- | ---- | ---- | ---- | ---- | ---- | ---- | ---- |
| 259  | 243  | 210  | 225  | 204  | 221  | 230  | 244  | 225  |

| 2021 | 2022 | - | - | - | - | - | - | - |
| ---- | ---- | - | - | - | - | - | - | - |
| 223  | 227  | - | - | - | - | - | - | - |

## Lieux et monuments
- L'église, sous le vocable de Pierre-et-Paul, relevait du doyenné d'Arcis. Elle est déjà citée en 1155[25] car les moines de l'abbaye de Montier-la-Celle sont décimateurs. Elle date du XIIe siècle pour une partie du transept et du XVIe siècle pour la plus grande partie.

### Cartes postales anciennes

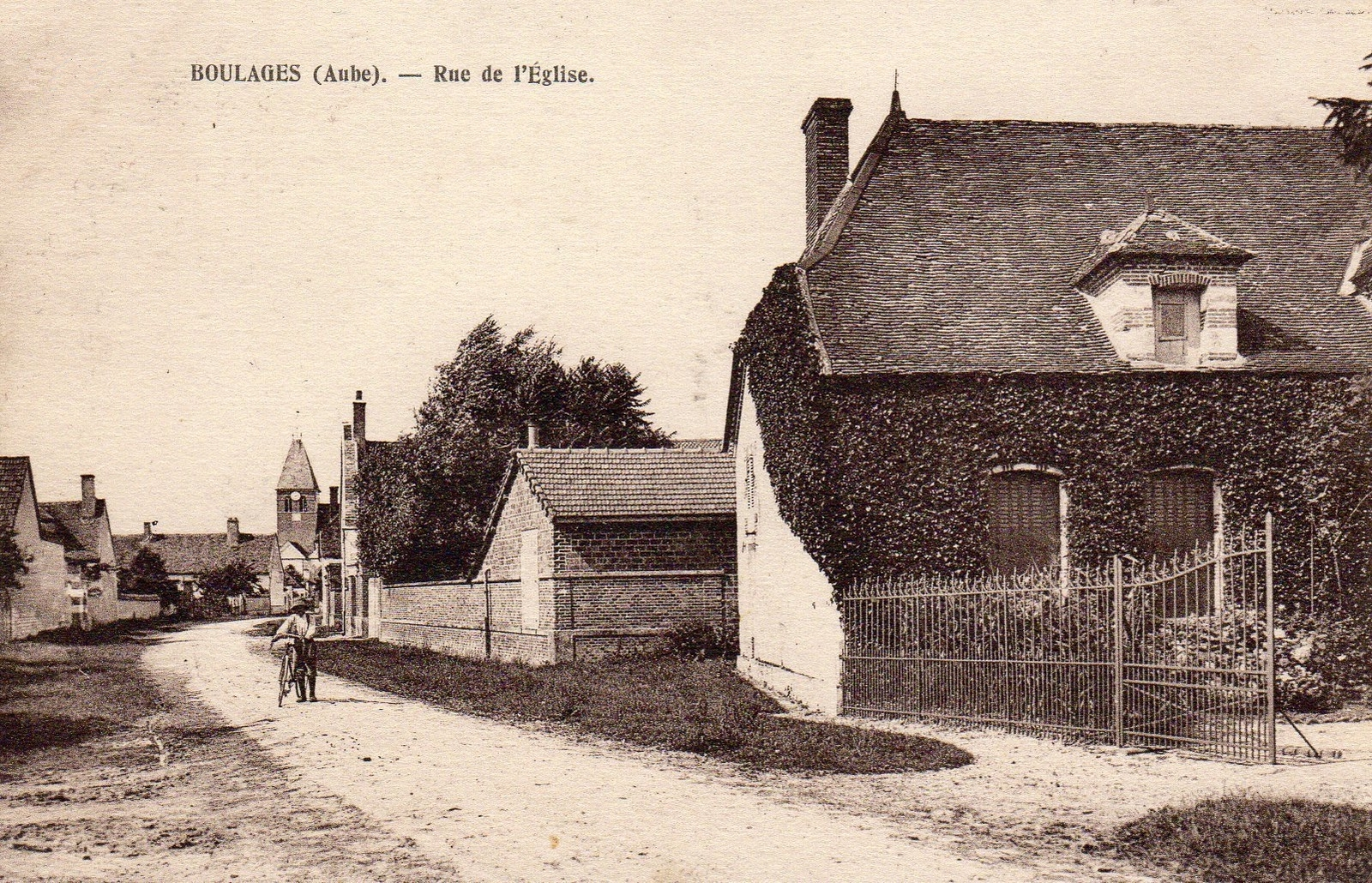
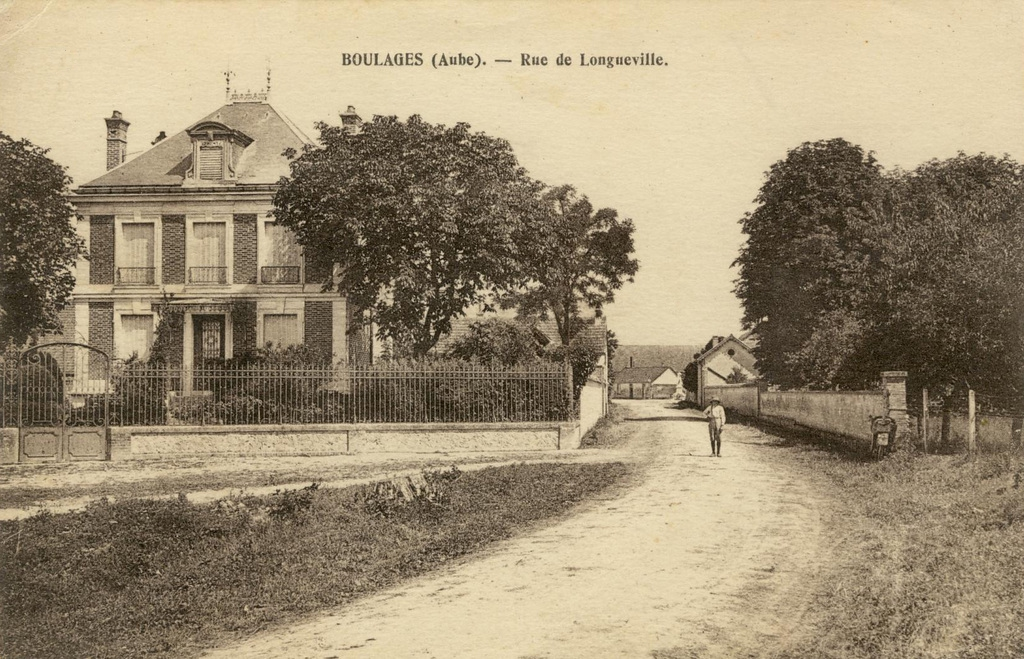
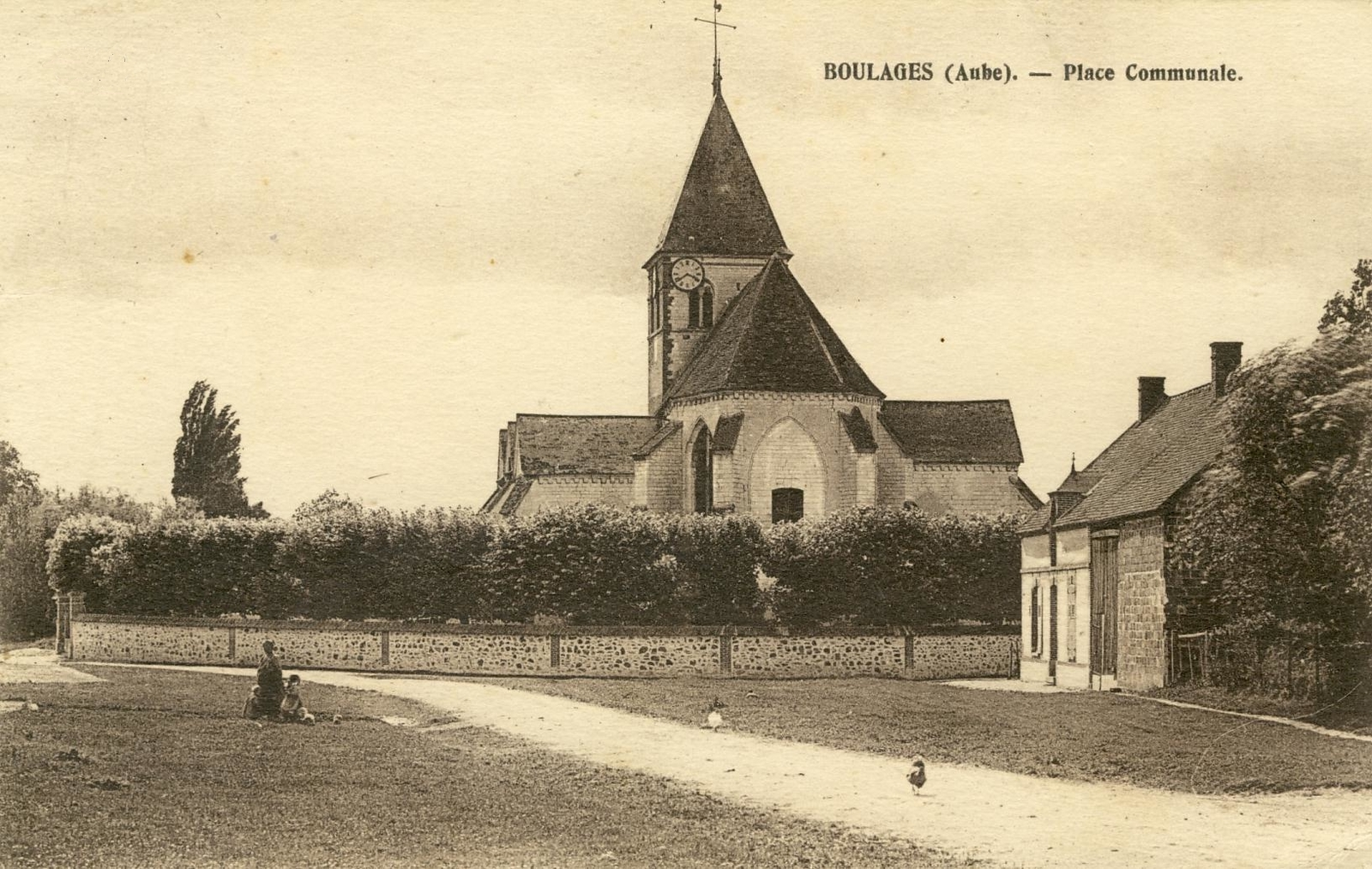
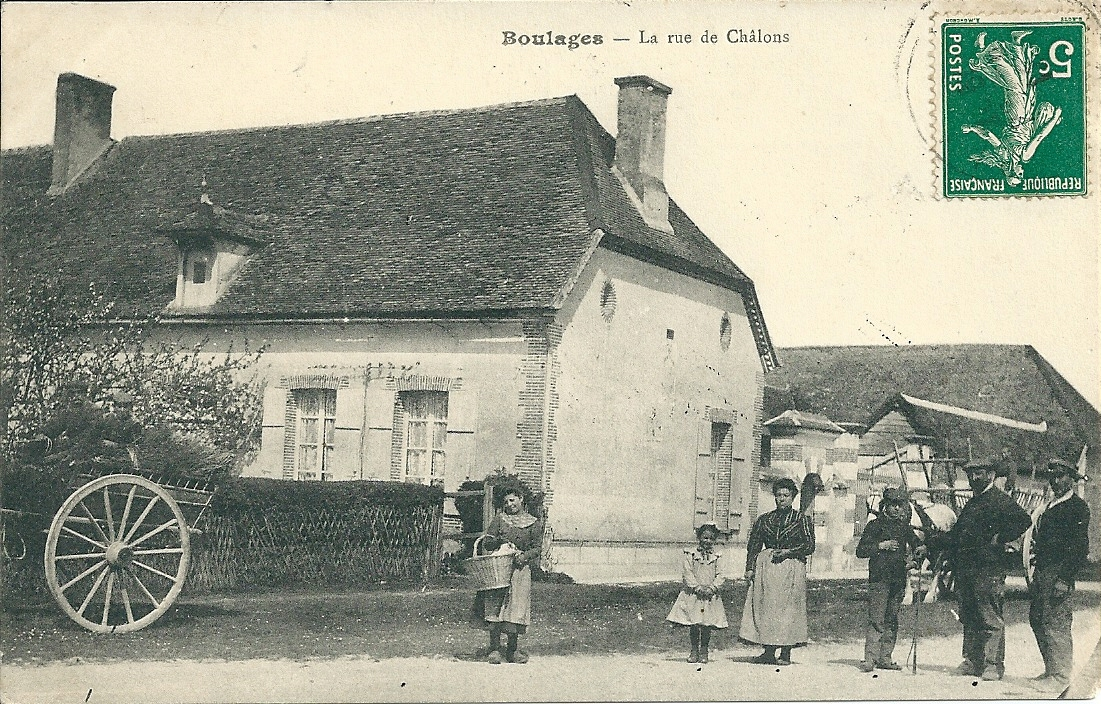
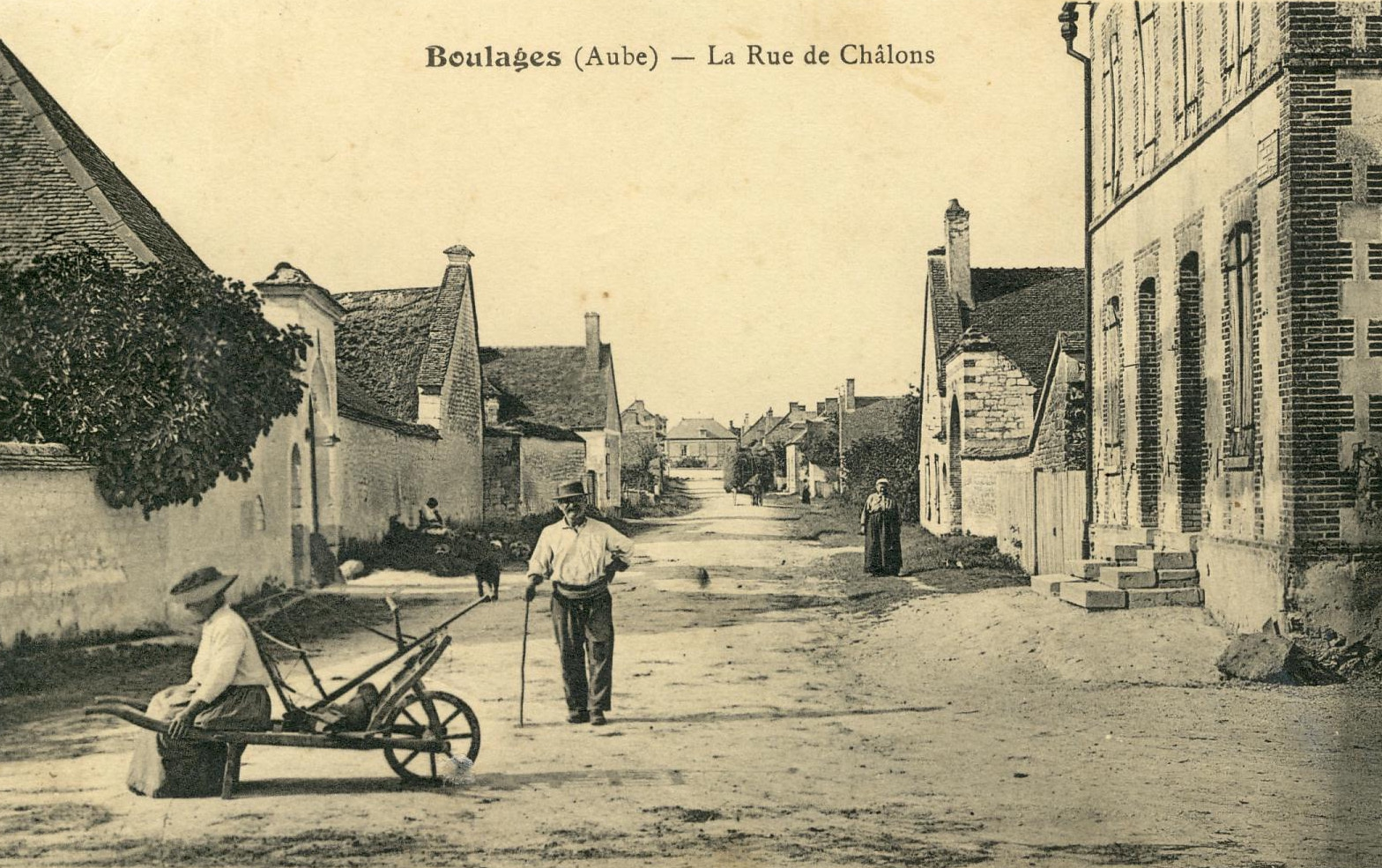
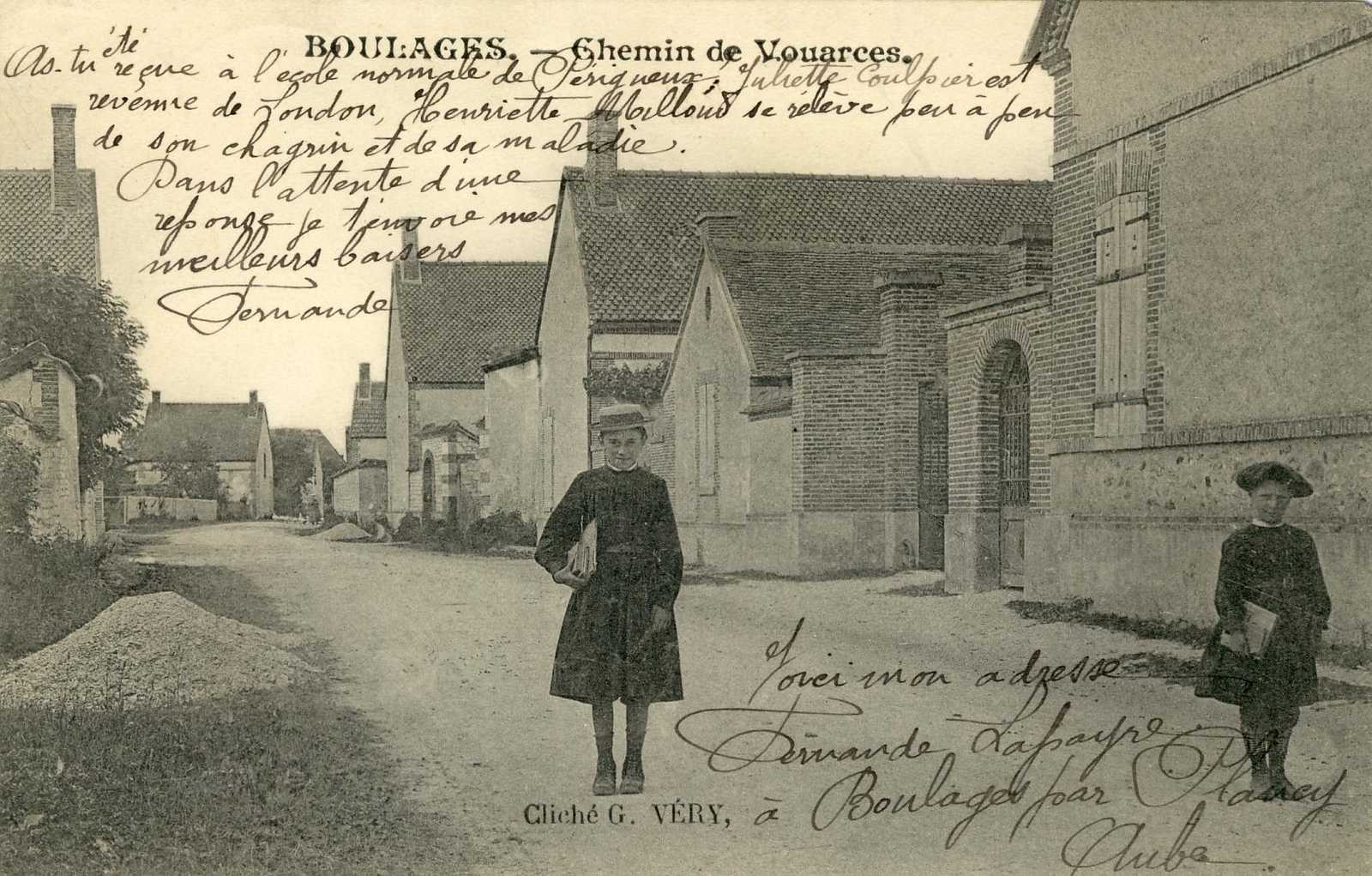

## Personnalités liées à la commune
Le sculpteur Eugène Lapayre est né à Boulages en 1846 et y a terminé sa vie en 1926. Entrepreneur établi à Paris vers 1876, spécialisé dans les statues religieuses, il accède à une renommée nationale "avec son second modèle de Vierge de Lourdes, que Bernadette Soubirous reconnaîtra comme le plus proche de sa célèbre apparition".